# 赤山講話
赤山講話(あかやまこうわ)はバークレー・バックストンが松江市赤山の自宅での講義の一部を、1900年12月28日に出版したものである。笹尾鉄三郎が筆記した。きよめ派の思想の源流になった。

## 内容
- 主イエスの誘惑
- ダビデの三勇士
- 真のイスラエルの人ナタナエル
- 金の燈台
- 癒えんことを欲うや
- 聖潔
- 伝道
- 枯れたる骨の谷
- ヨハネ黙示録　第５章
- 主イエスの昇天
- 神の栄光を見る障害
- 生命の水の河
- ソドム・ゴモラの滅亡
- ペンテコステ前後の弟子
- 聖霊の内住
- 出エジプト記第二四章
- 金銭に関する神の聖旨
- 民数記略第二十章
- 約拿書
- エジプトのヨセフ